# Nessuna paura di vivere
Nessuna paura di vivere è un album in studio della cantautrice italiana Andrea Mirò, pubblicato nel 2016.

## Il disco
Il disco è stato in buona parte registrato e mixato a Ferrara da Andrea Mirò con Manuele Fusaroli e masterizzato da Giovanni Versari.
Nel disco hanno collaborato tra gli altri Brian Ritchie e Nicola Manzan.

## Tracce
1. Nessuna paura di vivere – 4:12
2. Piove da una vita – 3:50
3. Deboli di cuore – 4:26
4. Non chiedo di più – 3:38
5. Conseguenze – 3:12
6. Così importante – 3:37
7. Titoli di coda – 3:46
8. La festa è finita – 2:01
9. Sorprese – 4:21
10. Nessun escluso – 4:26
11. Tutto in una notte – 5:13
12. Reo confesso – 2:39

## Formazione
- Andrea Mirò
- Manuele Fusaroli
- Fed Nance - chitarra elettrica, basso
- Jack Tormenta - chitarra elettrica, chitarra acustica, chitarra semiacustica
- Tommy Lamox - batteria
- Brian Ritchie - basso, flauto shakuhachi (in Titoli di coda)
- Nicola Manzan - archi (in Deboli di cuore e Piova da una vita)